# Edmond Blanc (homme politique)
Pour les articles homonymes, voir Blanc (homonymie).
Ne pas confondre avec Edmond Blanc, grand propriétaire-éleveur de chevaux de course et également homme politique français.
Edmond Blanc, né Joseph Edmond Blanc le 16 avril 1896 à Massieux (Ain) et mort le 17 juillet 1957 à Replonges, est un homme politique français qui fut notamment président du conseil général de l'Ain de 1945 à 1949.

## Biographie
Licence d'anglais en 1920…

## Détail des fonctions et des mandats
- De septembre 1944 à novembre 1947 : maire de Replonges ;
- 1945-1949 : conseiller général du canton de Bâgé-le-Châtel et président du conseil général de l'Ain.